# Flavien Chipault
Flavien Chipault (* 27. Januar 1985) ist ein ehemaliger französischer Radrennfahrer.
Flavien Chipault gewann 2007 die erste Etappe der Kamerun-Rundfahrt. Auf weiteren vier Teilstücken schaffte er es auf das Podium und konnte so die Gesamtwertung für sich entscheiden. Später wurde er auch noch Etappenzweiter bei der Tour du Maroc. In der Gesamtwertung der UCI Africa Tour 2007 belegte Chipault den 18. Rang. Bei der Tour de la Pharmacie Centrale 2008 wurde er Zweiter beim Einzelzeitfahren auf der ersten Etappe.

## Erfolge
2007
- Gesamtwertung und eine Etappe Kamerun-Rundfahrt